# Berlinguer - La grande ambizione
Berlinguer - La grande ambizione è un film del 2024 diretto da Andrea Segre incentrato sulla vita del politico e leader del Partito Comunista Italiano Enrico Berlinguer interpretato da Elio Germano in un arco di vita dal 1973 al 1978.
Il film, co-prodotto tra Italia, Belgio e Bulgaria, è stato selezionato come film d'apertura della Festa del Cinema di Roma 2024.

## Trama
Sfidando i dogmi della guerra fredda e di un mondo diviso in due, Berlinguer e il PCI tentano per 5 anni di andare al governo, aprendo a una stagione di dialogo con la Democrazia Cristiana e arrivando a un passo dal cambiare la storia con il compromesso storico. Dal 1973, quando sfugge a Sofia a un attentato dei servizi segreti bulgari, attraverso le campagne elettorali e i viaggi a Mosca, le copertine dei giornali di tutto il mondo e le rischiose relazioni con il potere, fino all'assassinio nel 1978 del presidente della Democrazia Cristiana Aldo Moro. La storia di un uomo e di un popolo per cui vita e politica, privato e collettivo, erano indissolubilmente legati.

## Promozione
Il 18 luglio 2024 è stato annunciato che il film avrebbe aperto, in concorso, la diciannovesima edizione della Festa del Cinema di Roma in programma dal 16 al 27 ottobre 2024 all’Auditorium Parco della Musica Ennio Morricone. Lo hanno annunciato il presidente della Fondazione Cinema per Roma, Salvatore Nastasi, la direttrice artistica, Paola Malanga, e la direttrice generale, Francesca Via. Lo stesso giorno è uscita la prima foto del film.

## Distribuzione
Il film è uscito nelle sale cinematografiche italiane il 31 ottobre 2024.

## Accoglienza
Il film ha incassato 3913780 €.

## Riconoscimenti
- 2025 – David di Donatello
  - Miglior attore protagonista a Elio Germano
  - Miglior montatore a Jacopo Quadri
  - Candidatura al miglior film
  - Candidatura al miglior regista ad Andrea Segre
  - Candidatura alla migliore sceneggiature originale a Marco Pettenello e Andrea Segre
  - Candidatura al miglior produttore a Joseph Rouschop, Martichka Bozhilova, Marta Donzelli, Gregorio Paonessa e Francesco Bonsembiante
  - Candidatura al miglior attore non protagonista a Roberto Citran
  - Candidatura al miglior casting a Stefania De Santis
  - Candidatura al miglior compositore a Iosonouncane
  - Candidatura al miglior scenografo ad Alessandro Vannucci e Laura Casalini
  - Candidatura al miglior trucco a Sara Morlando, Rossella Sicignano, Leonardo Cruciano e Viola Moneta
  - Candidatura alla migliore acconciatura a Desiree Corridoni
  - Candidatura al miglior suono ad Alessandro Palmerini, Marc Bastien, Vincent Grégorio e Franco Piscopo
  - Candidatura ai migliori effetti speciali visivi a Tristan Lilien e Michel Denis
  - Candidatura al premio David Giovani
- 2025 – Nastro d'argento
  - Candidatura al miglior film
  - Candidatura al migliore attore protagonista a Elio Germano
  - Candidatura al migliore attore non protagonista a Paolo Pierobon
  - Candidatura al migliore montaggio a Jacopo Quadri
  - Candidatura al miglior casting director a Stefanella Marrama

- 2024 – Festa del Cinema di Roma
  - Premio Vittorio Gassman al miglior attore a Elio Germano

- 2024[9] - Ciak d'oro
  - Candidatura migliore film drammatico